# 德州電鋸殺人狂：從頭開始
《德州電鋸殺人狂：從頭開始》（英語：The Texas Chainsaw Massacre: The Beginning）是一部2006年美國砍殺電影，由強納森·李伯斯曼執導，謝爾頓·特納和大衛·J·傑修編劇。該片為2003年電影《德州電鋸殺人狂》的前傳，同時也是《德州電鋸殺人狂》系列電影的第六部作品。主演包括乔丹娜·布鲁斯特、泰勒·漢德利、狄歐拉·貝爾德、马修·波莫、李·特格森及李·爾米。
該片於2006年10月6日在美國上映。

## 演員
- 乔丹娜·布鲁斯特 飾 克莉西
- 泰勒·漢德利 飾 狄恩·A·希爾
- 狄歐拉·貝爾德 飾 貝莉
- 马修·波莫 飾 艾瑞克·希爾
- 李·特格森 飾 霍登
- 李·爾米 飾 警長霍伊特
- 瑪麗埃塔·瑪莉琪 飾 魯達·梅·赫維特
- 安德魯·布伊恩尼亞斯基 飾 湯瑪士·赫維特／皮臉
- 泰倫斯·埃文斯 飾 「蒙提」赫維特

## 外部連結
- 互联网电影数据库（IMDb）上《德州電鋸殺人狂：從頭開始》的资料（英文）
- 豆瓣电影上《德州電鋸殺人狂：從頭開始》的資料 （简体中文）
- 爛番茄上《德州電鋸殺人狂：從頭開始》的資料（英文）